# 三江镇 (南昌县)
三江镇是中国江西省南昌市南昌县下辖的一个镇。

## 行政区划
三江镇共辖2个居委会和9个行政村，分别是：
乌龙街社区、新街社区、岗坊村、源溪村、汗塘村、徐罗村、松林村、山下村、东庄村、三江村和竹山村。

## 交通
- 京九铁路、昌福铁路：三江镇站

## 中国传统村落
2013年8月，三江村前后万村被评为第二批中国传统村落。